# Didymodon soaresii
Didymodon soaresii är en bladmossart som beskrevs av Alphonse Luisier 1916. Didymodon soaresii ingår i släktet lansmossor, och familjen Pottiaceae. Inga underarter finns listade i Catalogue of Life.